# Đorđe Vajfert
Đorđe Vajfert (în sârbă chirilică: Ђорђе Вајферт, în germană Georg Weifert; 15 iunie 1850, Panciova – 12 ianuarie 1937, Belgrad) a fost un industriaș sârb de origine germană, guvernator al Băncii Naționale a Serbiei și mai târziu a Iugoslaviei. În plus, el este considerat fondatorul sectorul minier modern din Serbia și un mare binefăcător.

## Biografie
Georg Weifert s-a născut în Panciova, Banatul German, într-o familie de șvabi dunăreni. De la o vârstă fragedă Đorđe Vajfert a lucrat împreună cu tatăl său, Ignatz Weifert, la fabricarea berii în Belgrad. Ei au deținut prima fabrică de bere din Regatul Serbiei. Georg a absolvit Braumeisterschule din Weihenstephan, în apropiere de München. Apoi s-a întors în Serbia și a preluat fabrica tatălui său, pe care a extins-o. A investit profiturile, cumpărând o mină de cărbune la Kostolac, apoi o mină de cupru la Bor, o fabrică Steinberg la Zaječar și, în cele din urmă, o mină de aur. Veniturile obținute din minerit l-au făcut cel mai bogat om din Serbia și cel mai mare industriaș din viitoarea Iugoslavie.
În 1890 Vajfert a fost numit guvernator al Băncii Naționale a Serbiei. El a îndeplinit această funcție în perioadele 1890-1902 și 1912-1914/1918. În această perioadă el a dobândit o bună reputație în menținerea valorii dinarului sârbesc și a creditului. După 1918, datorită priceperii sale, Vajfert a fost numit guvernator al Băncii Naționale a Iugoslaviei. Una dintre cele mai cunoscute activități ale sale în calitate de guvernator a fost convertirea coroanei austro-ungare în noul dinar iugoslav. Acest lucru, de asemenea, a generat mari critici, deoarece fostul dinar sârbesc a fost schimbat în noul dinar într-un raport de conversie 1:1, iar coroana austriacă într-un raport 4:1 - acest lucru a dus la pierderi substanțiale acelor iugoslavi care au locuit anterior în Austro-Ungaria. 

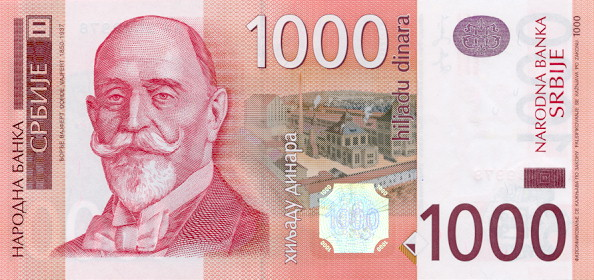
Imaginea lui Weifert pe o bancnotă de 1000 dinari sârbești

Đorđe Vajfert a fost un important protector și susținător al instituțiilor culturale și umanitare. El a donat apreciatele lui colecții de monede antice și biblioteca sa particulară către Universitatea din Belgrad. În Panciova, de unde proveneau părinții săi, Ignatz și Anna, a construit o mică capelă romano-catolică cunoscută sub numele de Anina crkva (Biserica Annei), în memoria mamei sale.
A fost un mare binefăcător și a deschis un mare cimitir catolic la Panciova, unde se mai află încă rămășițele pământești ale membrilor familiei Vajfert. Ei au înființat, de asemenea, un fond pe numele Bisericii catolice Sf. Ana din Panciova și multe alte instituții de caritate.
A murit la 12 ianuarie 1937, la ora 17:20 după amiază, la vila lui din Belgrad. Slujba sa de înmormântare a fost celebrată în Biserica Catolică Sf. Ana din Panciova la 14 ianuarie, fiind înmormântat în ziua următoare în cimitirul catolic din Panciova. Moștenitorul imperiului său economic a fost nepotul său, Ferdinand Gramberg. Începând din anul 2001, portretul lui este reprezentat pe bancnota de 1000 de dinari sârbești.